# 나카니시 가나
나카니시 카나(中西香菜, 1997년 6월 4일 ~ )는 일본의 여성 아이돌 그룹 전 안주루무의 서브리더이자 유튜버. 연예사무소 전 업프런트 프로모션 소속. 자신이 소속돼 있는 그룹인 안주루무를 지은 명명자이다.

## 약력
2011년
- 8월 14일, 스마이레지 멤버 모집에 합격해, 스마이레지의 서브멤버가 되었다[1].
- 10월 16일,「タチアガール」발매기념 이벤트내에서 스마이레지의 정식 멤버 승격이 발표되었다.

2015년
- 11월 29일, 일본 무도관에서 타케우치 아카리와 함께 안주루무의 초기 서브리더에 취임하는 것이 발표되었다.

2019년
- 5월 25일, 동년 6월 19일부터 2대 서브리더에 연속 취임하는 것이 발표되었다.
- 9월 30일, 12월 10일의 토요스 PIT 공연을 기해 안주루무 및 헬로! 프로젝트를 졸업하는 것을 발표[2]. 졸업 후에 연예계를 은퇴할 예정이다.
- 12월 10일, 토요스 PIT에서 행해진「안주루무 라이브 투어 2019 가을「Next Page」~나카니시 카나 졸업 스페셜~」을 마지막으로 안주루무 및 헬로! 프로젝트를 졸업. 동시에 연예계 은퇴.

2020년
- 5월 5일, 인스타그램의 어카운트를 개설.
- 6월 29일, 트위터의 어카운트를 개설.
- 7월 10일, 유튜브 채널을 개설.
- 7월 15일, 오리지널 어라운드『SOLPENNA ACCESSORY』[깨진 링크(과거 내용 찾기)]가 시작.

2025년
- 1월 15일, 변호사의 후쿠나가 타츠야와 결혼하는 것을 발표[3].

## 작품

### 착신 싱글
- 天使の涙 (2019년 12월 18일)

### DVD
- sweet kana (2013년 10월 3일) - e-LineUP! 한정 판매

## 서적

### 사진집
- 1st 비쥬얼 포토집「香菜」(2019년 11월 29일, 오딧세이 출판) ISBN 978-4-908643-43-9

## 참가 유닛
- 안주루무 (2011년 ~ 2019년)